# Богоявленский, Николай Петрович
Николай Петрович Богоявленский (1844—1890) — русский врач, доктор медицины.

## Биография
Родился 1 (13) декабря 1844 года в семье священника Калужской губернии.
Окончив в 1870 году Медико-хирургическую академию, он поступил врачом в Новочеркасский полк; с 1873 года был прикомандирован к академии. В 1877 году он находился при действующей армии в Болгарии и Черногории.
С 1879 года служил в Санкт-Петербурге и в 1881 году защитил диссертацию на степень доктора медицины: «О фармакологическом и клиническом влиянии цветов ландыша на сердце» (СПб., 1881). Кроме этого, ему принадлежат ещё следующие работы: «Случай инфекционной болезни с острым воспалительным опуханием правой подмышечной и паховой желез» («Протоколы Собрания русских врачей», 1878—1879); «Случай врожденного незарастания овального отверстия и приобретенного сужения правой легочной артерии» и  «Жаропонижающее действие хронического воспаления почек» («Архив» Боткина. — VI)
В последние годы жизни он был главным врачом общины Святого Георгия и печатал ежегодные отчёты об её деятельности, важные для медицинской науки. 
Умер 20 октября (1 ноября) 1890 года, заразившись тифом от одного из больных. Был похоронен на кладбище Новодевичья монастыря.
был женат на дочери сенатора П. И. Саломона, Надежде.